# Kingsoft

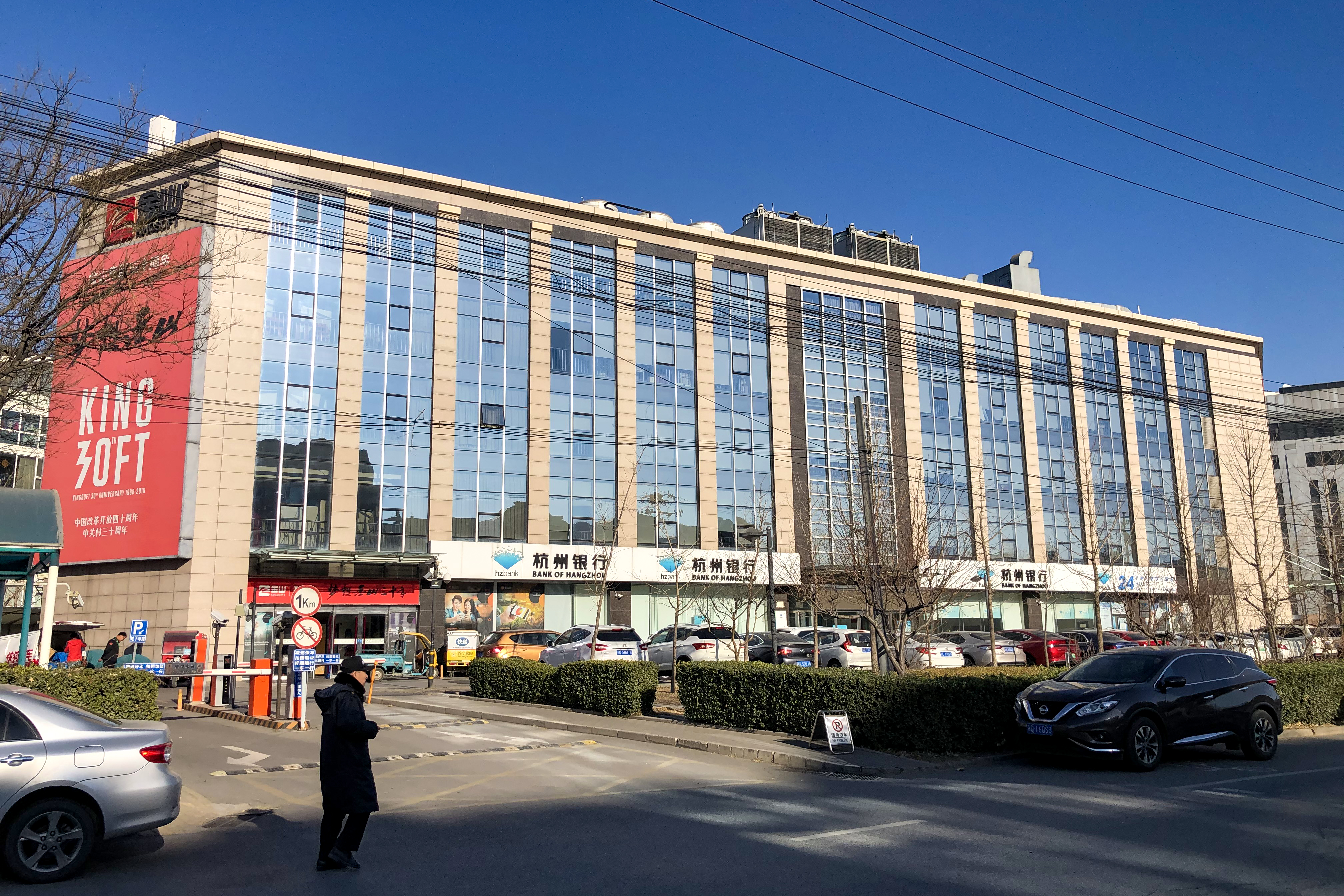

Kingsoft (кит.: 金山软件) — китайська компанія-розробник. Kingsoft має науково-дослідні центри в Чжухай, Пекін, Ченду і Далянь. Компанія історично зосереджена на розробці для інтернету і операційної системи Microsoft Windows. Компанія створила незалежну філію розробок для мобільного інтернету відомого як Cheetah Mobile.

## Історія
Kingsoft була заснована в 1988 році компанією Jinshan знаходиться в Гонконгу. Компанія Jinshan була заснована в 1973 році. Наприкінці 1980-х років і початку 1990-х, Kingsoft дослідила і розробила текстові процесори та інші офісні програми, такі як  флагманський продукт компанії, Word Processing System 1.0, який був запущений в 1989 році. Остання версія Kingsoft Office 2014 є безкоштовним офісним пакетом, який включає в себе Kingsoft Writer, Kingsoft Presentation та Kingsoft Spreadsheet.

## Продукти
- WPS Office (раніше відомий як Kingsoft Office) — офісний пакет настільних додатків, включаючи текстовий процесор, електронні таблиці та презентації програми.
- WPS Office for Android дозволяє користувачам редагувати, переглядати та зберігати документи на пристроях Android. Він також дозволяє користувачам отримати доступ до Google Drive, Dropbox, Box.net та інші вебсайти в Інтернеті для зберігання.
- Kingsoft Internet Security 9 Plus — антивірус та додаток для безпеки призначений для користувачів Інтернету. Він містить антивірус, сканер вразливостей і персональний брандмауер. Також він знаходить та виправляє руткіт, шпигунських програм, троянів, вірусів і шкідливих інфекцій.
- Kingsoft PC Doctor — безкоштовний додаток для оптимізації програмного забезпечення Windows.
- Liebao Secure — безпечний веббраузер, інтегрується в Google Chrome.
- Kingsoft Power Word +2010 — додаток двостороннього машинного перекладу (китайська та англійська мови).
- Kingsoft KuaiPan програмне забезпечення для доступу до хмарного зберігання даних. Працює на платформах Windows, macOS, Android та IOS платформ.

1. ↑  https://www.hkex.com.hk/eng/invest/company/profile_page_e.asp?WidCoID=3888&WidCoAbbName=&Month=&langcode=e